# Petr Mlsna
Petr Mlsna (* 13. listopadu 1978) je český právník, politik a vysokoškolský pedagog, od prosince 2012 do července 2013 ministr bez portfeje a předseda Legislativní rady vlády ve vládě Petra Nečase jako nestraník. Od prosince 2020 předseda Úřadu pro ochranu hospodářské soutěže.

## Život
V letech 1998–2002 vystudoval Právnickou fakultu UK a o rok později zde získal titul doktora práv. Už od roku 2001 začal studovat německá a rakouská studia na Fakultě sociálních věd UK, kde v roce 2003 získal titul doktora filozofie. V roce 2006 dokončil doktorské studium na Právnické fakultě UK a získal titul Ph.D.
Jako pedagog působí na Katedře německých a rakouských studií Institutu mezinárodních studií Fakulty sociálních věd UK, je také externím vyučujícím na Katedře ústavního práva PF UK. Odborně se zabýval ústavním právem v německy mluvících zemích, dále např. právem hospodářské soutěže, telekomunikací nebo veřejnými zakázkami.
V roce 2003 nastoupil na Úřad vlády jako zaměstnanec odboru kompatibility s právem EU. V roce 2009 jej chtěl Jan Fischer do své vlády jako ministra spravedlnosti, tou se však nakonec stala Daniela Kovářová, nominantka ODS.
12. prosince 2012 byl jmenován ministrem bez portfeje, pověřený vedením Legislativní rady vlády, kde vystřídal Karolínu Peake.
Po pádu vlády Petra Nečase se stal zástupcem předsedkyně Legislativní rady vlády Marie Benešové během působení vlády Jiřího Rusnoka. V únoru 2014 jej Marcel Chládek jmenoval náměstkem ministra školství, mládeže a tělovýchovy pro legislativu. Funkci zastával do května 2015, kdy se stal náměstkem ministra vnitra ČR Milana Chovance pro řízení sekce legislativy a archivnictví.
Dále se dříve angažoval v českém fotbale. Býval aktivním rozhodčím a byl také místopředsedou Komise rozhodčích FAČR v letech 2016 až 2018. Podal kandidaturu na předsedu FAČR, kterou ale nakonec stáhl. Původně chtěl usilovat o pozici místopředsedy.
Dne 23. listopadu 2020 schválila vláda ČR jeho nominaci na post předsedy Úřadu pro ochranu hospodářské soutěže. Uspěl totiž ve výběrovém řízení, které nebylo transparentní. Vláda nezveřejnila jména uchazečů, jejich koncepce ani kritéria výběru. Vítězem se stal kandidát, kterého za svého favorita prohlásil prezident Miloš Zeman ještě předtím, než vláda výběrové řízení vypsala. A také ho pozval do Lán. Dne 1. prosince jej jmenoval prezident ČR Miloš Zeman, funkce se ujal 2. prosince 2020 a nahradil Petra Rafaje, který na svůj post rezignoval. Zároveň opustil post náměstka ministra vnitra ČR, který je zodpovědný například za organizaci voleb. Není členem žádné politické strany, což bylo výhodou v jeho kariéře za čtyř premiérů.

## Kauzy a kontroverze

### Nominace do Soudního dvora EU
V lednu roku 2013 nominovala vláda Petra Nečase bez výběrového řízení Mlsnu na funkci soudce Soudního dvora EU a obešla Poradní sbor expertů z řad soudců a právníků, který dle pravidel nominace navrhuje. Řada právníků namítala, že Mlsna je politicky zatížený a nemá potřebnou praxi. To se potvrdilo, když poradní výbor Soudního dvora ho odmítl s tím, že není dostatečně zkušený.

### Vazby s Miroslavem Peltou
V roce 2016 se Petr Mlsna stal místopředsedou fotbalové komise rozhodčích. Mlsnovu nominaci tehdy navrhl přímo šéf fotbalové asociace Miroslav Pelta. S Peltou nadále udržuje styky, i když je podruhé odsouzen za zmanipulování sportovních dotací a byl mu uložen opět trest 6 let odnětí svobody nepodmíněně.

### Vazby s Martinem Janouškem
V dubnu 2024 přinesl Deník N zprávu, že se Mlsna v březnu zúčastnil ve Špindlerově Mlýně svatby advokáta a spolumajitele advokátní kanceláře Rowan Legal Martina Janouška Přitom ÚOHS řeší řadu případů, ve kterých klienti Rowan Legal figurují. Advokát nabízel Deníku N, informace o jiných tématech, pokud o Mlsnově účasti na svatbě nebude psát.

### Blokace reformy ÚOHS
Transparency International ČR ve spolupráci s dalšími nevládními organizacemi Rekonstrukcí státu a Oživení představila v březnu 2020 návrh reformy ÚOHS, který reagoval na zjevné možnosti využívání mocenského postavení předsedy ÚOHS.
Příprava reformy ÚOHS se nakonec propsala i do programového prohlášení vlády Petra Fialy (ODS). Návrh reformy nakonec v březnu 2024 přineslo Ministerstvo pro místní rozvoj (MMR) vedené vicepremiérem Ivanem Bartošem (Piráti).
ÚOHS se ale od počátku debat o nutnosti reformy úpravám zákona brání, především pak opatřením, která by měla omezit pravomoci předsedy. Již přes čtyři roky ÚOHS odmítá jakoukoliv smysluplnou debatu na toto téma a na druhé straně tvrdí, že s ním nebyly navrhované změny dostatečně projednávány. Rovněž předseda Petr Mlsna dlouhodobě zpochybňuje připravenost a promyšlenost reformních návrhů, přestože by v případě zájmu měl možnost do debaty přispět. Reformu tak Mlsna blokuje v zájmu udržení vlastní moci.

### Vstupenky na zápasy MS v hokeji
V květnu 2024 převzal od předsedy hokejového svazu Aloise Hadamczika vstupenky na tři utkání závěrečné fáze Mistrovství světa v ledním hokeji, ačkoli tak podle etického kodexu Úřadu neměl učinit.

### Spolupráce s obžalovaným podnikatelem
Server Seznam Zprávy v srpnu 2024 upozornil, že Petr Mlsna spolupracuje s podnikatelem Michalem Petříkem, který je obžalován z manipulací a v minulosti pořádal podezřelé „losovačky“ veřejných zakázek. Antimonopolní úřad reagoval oficiálním prohlášením, v němž autory textu Lukáše Valáška a Adélu Jelínkovou obvinil z účelové práce na popud Ministerstva pro místní rozvoj, které chce úřad reformovat, případně mateřské společnosti Seznam.cz, kterou úřad prověřuje. Za Valáška s Jelínkovou se postavily tři novinářské organizace. Podle Syndikátu novinářů ÚOHS zneužil své postavení státní instituce, Reportéři bez hranic to označili za pokus zastrašit novináře a Český národní výbor Mezinárodního tiskového institutu adresoval ÚOHS otevřený dopis.

### Mocenské vazby kolem ÚOHS
Transparency International ČR vydala v říjnu 2024 analytický článek popisující mocenské vazby týkající se ÚOHS a zejména jejího předsedy Petra Mlsny. Analýza poukazuje na nevhodné vazby předsedy ÚOHS a v neposlední řadě poukazuje na jeho nízkou profesní i osobní integritu.

## Vazby na Hrad
Dne 15. listopadu 2021 přijal od prezidenta Zemana hodinky v ceně 16 900 Kč, i přesto, že kodex antimonopolního úřadu zakazuje přijímat dary, jejichž hodnota přesahuje částku 300 Kč.
Dne 22. května 2022 se účastnil schůzky u vedoucího prezidentské kanceláře Vratislava Mynáře na Pražském hradě v době, kdy byl v kancelářích Pražského hradu přítomen i prezidentův poradce Martin Nejedlý a Mlsnův kolega z Právnické fakulty UK Aleš Gerloch. Reportérka Zdislava Pokorná (Deník N) a Mlsnův řidič čekali na Mlsnu na druhém nádvoří Pražského hradu, ale ten odešel pěšky.

## Vyznamenání
- Medaile Za zásluhy, I. stupeň – 28. října 2022[33]